# 俄国内战中的独立运动
俄国内战中的独立运动發生於俄羅斯帝國的前疆域內，尋求在十月革命後建立非布爾什維克的民族國家。它們通常在政治上或軍事上受到一戰中協約國集團的支援。而與俄國白軍的關係中，一部分與其進行合作，一部分則與其對抗。
以下列表列出在衝突中主要的獨立運動列表。

## 西部
- 芬兰 (1917年獨立)

芬蘭內戰
援助亲属民族战争
白海远征
奥努斯远征
- 波蘭 (1918獨立)

波烏戰爭
波蘇戰爭
波蘭-立陶宛戰爭
- 烏克蘭 (1917-1921年間獨立。被波蘭，捷克斯洛伐克，羅馬尼亞與烏克蘭蘇維埃社會主義共和國瓜分)
  -   烏克蘭國
  -   西烏克蘭
  -   戈曼薩
  -   胡楚爾
  -   蘭克

烏克蘭獨立戰爭
波烏戰爭
- 白俄羅斯 (1918-1919年間獨立。被波蘭與白俄羅斯蘇維埃社會主義共和國瓜分)
- 克里米亞 (1917-1918年間獨立。被俄國入侵，後短暫被烏克蘭軍重佔)
  -   克里米亞地方政府
- 摩爾多瓦

## 波羅的海國家
- 爱沙尼亚 (1918年獨立)

愛沙尼亞獨立戰爭
- 拉脫維亞 (1918年獨立)

拉脫維亞獨立戰爭
- 立陶宛 (1918年獨立)

立陶宛独立战争
波蘭－立陶宛戰爭

## 歐洲俄羅斯
- 歐洲俄羅斯東部
  -   小巴什基爾 (1917-1919年間獨立。與蘇俄結盟，後加入)
  -   阿的里·乌拉尔 (獨立失敗。被蘇俄吞併)
- 歐洲俄羅斯北部
  -   英格里亞
  -   卡累利阿
- 歐洲俄羅斯南部
  -   庫班 (1918-1920年間獨立，被蘇俄吞併)
  -   頓河 (1918-1919年間獨立，被蘇俄吞併)

## 東部外圍
- 西伯利亞
  -   西伯利亞地區主義
- 遠東
  -   綠烏克蘭

## 高加索地區
- 外高加索
- 阿塞拜疆 (1918-1920年間獨立，後加入蘇聯)

阿塞拜疆-亞美尼亞戰爭
红军入侵阿塞拜疆
- 亞美尼亞 (1918-1921年間獨立，後加入蘇聯)
  -   山地亞美尼亞

格魯吉亞-亞美尼亞戰爭
阿塞拜疆-亚美尼亚战争
土耳其－亞美尼亞戰爭
- 格魯吉亞 (1918-1921年間獨立，後加入蘇聯)

1918年－1920年格鲁吉亚－奥塞梯冲突
格魯吉亞-亞美尼亞戰爭
索契衝突
紅軍入侵喬治亞
- 高加索酋長國
- 北高加索山区共和国 (1918-1920年間獨立，被蘇俄吞併)

## 中亞
- 巴斯瑪奇
- 阿拉什自治国

- 阿爾泰聯邦共和國
  -  阿爾泰聯邦第二共和國
- 希瓦汗國
- 布哈拉酋長國
- 突厥斯坦自治共和國
- 灰烏克蘭
- 外里海临时政府
- 七河州哥薩克